# Kloeden (Adelsgeschlecht)

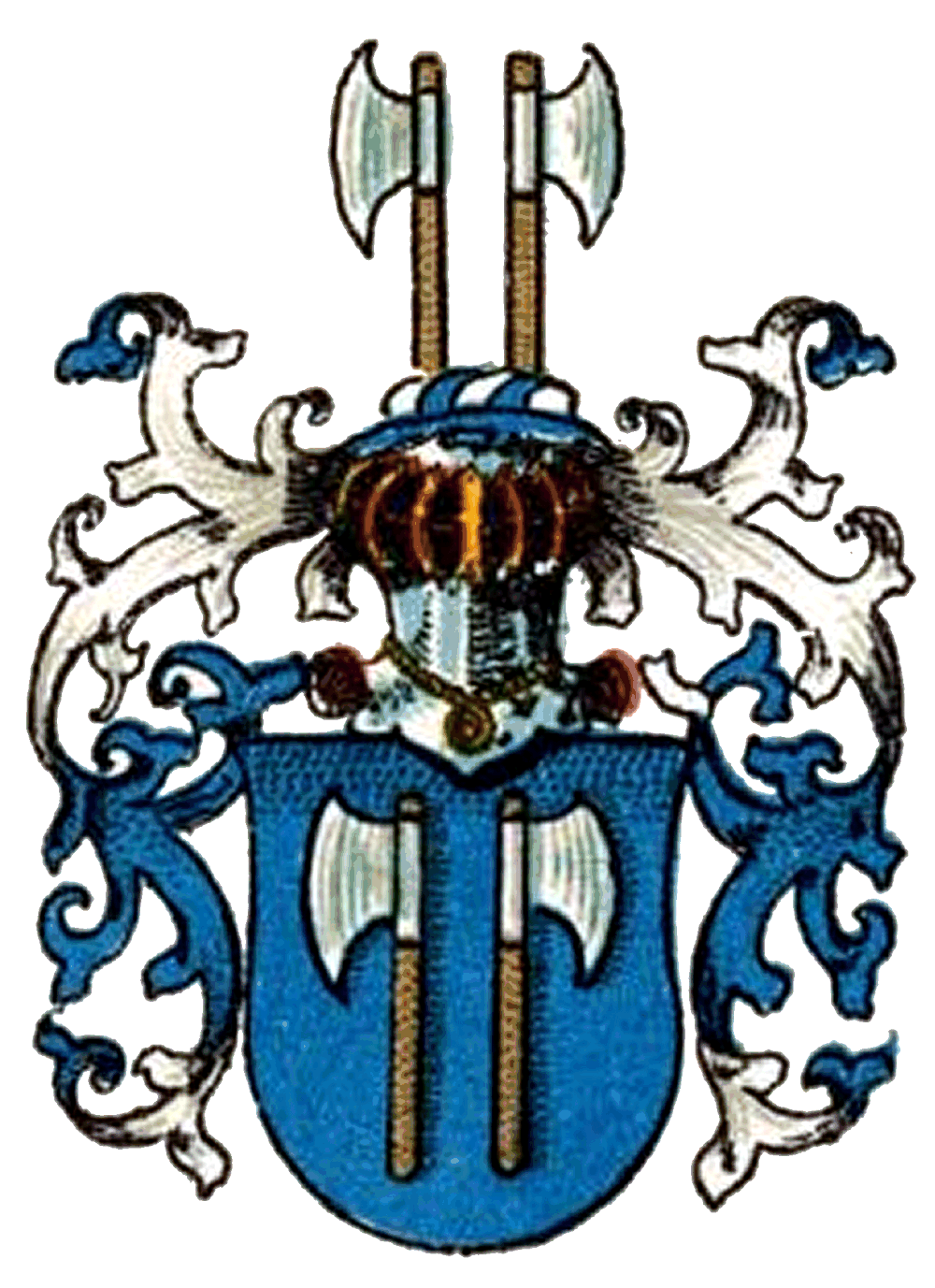
Wappen derer von Kloeden

Die Familie von Kloeden, auch Klaeden oder Klöden, ist ein preußisches Adelsgeschlecht, das bis heute fortbesteht.

## Herkunft und Geschichte
Die Familie von Kloeden ist ein altmärkisches Uradelsgeschlecht, dessen gleichnamiger Stammsitz sich bei Stendal in der Altmark befindet, das heutige Kläden. Es bestehen mehrere Äste, die unterschiedliche Schreibweisen des Familiennamens führen: Die erloschene I. Linie führte den Namen Klöden, während die noch bestehende II. Linie den Namen Klaeden und die ebenfalls noch blühende III. Linie den Namen Kloeden führen.
Erster urkundlich erwähnter Geschlechtsangehöriger soll nach innerfamiliärer Darstellung Petro de Clodene sein, der zwischen 1162 und 1189 erscheint. Nach anderen Darstellungen ist damit eher ein sich nach der Burg Klöden in Sachsen-Wittenberg benannter Adliger gemeint. Mit Heinrich von Klöden, Landeshauptmann der Altmark, urkundlich 1333, gestorben um 1346, beginnt die sichere Stammreihe.

## Wappen
In Blau zwei aufgerichtete abgewendete silberne Streitäxte. Auf dem Helm mit blau-silbernen Decken die Schildfigur.

## Bekannte Familienmitglieder
- Karl Friedrich von Klöden (1786–1856), deutscher Historiker und Geograph
- Gustav Adolf von Klöden (1814–1885), deutscher Geograph
- Ludwig von Kloeden (1822–1898), preußischer Generalleutnant
- Georg von Kloeden (1849–1929), preußischer Generalmajor
- Hans Günther von Klöden (1907–1986), deutscher Schauspieler und Theaterpädagoge
- Wolfdietrich von Kloeden (1932–2024), evangelisch-lutherischer Theologe und Philosoph
- Eckart von Klaeden (* 1965), deutscher Politiker (CDU), MdB und Lobbyist
- Dietrich von Klaeden (* 1966), deutscher Journalist, Jurist und Lobbyist
- Sandra von Klaeden (* 1969), deutsche Juristin und Politikerin (CDU)